# Gyula Sax
Gyula Sax (Budapest, 18 giugno 1951 – 25 gennaio 2014) è stato uno scacchista ungherese.

## Carriera
Fu campione europeo juniores nel 1971-1972, diventando Maestro Internazionale nel 1972 e Grande maestro due anni dopo. Fu campione d'Ungheria nel 1976 e nel 1977, e negli anni seguenti vinse diversi tornei, tra cui l'Open del Canada del 1978 e il Festival scacchistico internazionale di Imperia nel 1985.
Ha partecipato a dieci edizioni delle Olimpiadi degli scacchi, vincendo un oro (1978) e due argenti (1972 e 1980) a squadre, nonché un bronzo individuale, come terza scacchiera, nel 1978.
Dopo aver vinto l'interzonale di Subotica nel 1987, partecipò al torneo dei candidati per la qualificazione al campionato mondiale dello stesso anno, perdendo contro Nigel Short per 1,5-2,5 (0 vittorie, 3 patte, 2 sconfitte.
Il suo più alto punteggio Elo è stato 2609, raggiunto nel gennaio 2000.